# Here you have
Here you have est le nom d'un ver informatique, apparu pour la première fois le 9 septembre 2010.

## Étymologie
Ce ver tire son nom du sujet du courrier électronique qui comporte un lien vers lui.

## Aspects techniques

### Mécanisme de contamination
| Subject: Here you have |
| Hello: |
| --- |
| This is The Document I told you about, you can find it Here.http://www.sharedocuments.com/library/PDF_Document21.025542010.pdf |
| Please check it and reply as soon as possible.                                                                                 |
| Cheers, |

L'utilisateur reçoit un ou plusieurs mails en anglais qui l'invitent à cliquer sur le lien menant vers le ver. Ce lien est affiché comme étant un fichier avec une extension PDF, alors qu'en réalité il pointe sur un fichier avec extension .scr d'économiseur d'écran. S'il clique sur ce lien, l'utilisateur doit alors accepter plusieurs fois (selon la configuration du système) de l'exécuter pour qu'il puisse entrer en action.
Le ver se propage alors en envoyant des copies du mail à tous les contacts Outlook.
Comme les mails reçus émanent généralement de collaborateurs de la même société que l'utilisateur, celui-ci est plus enclin à cliquer sur le lien s'il n'y prête pas attention.

### Charge
La charge est constituée d'un fichier .scr (économiseur d'écran Windows).